# Nikolauskirche (Döhlen)

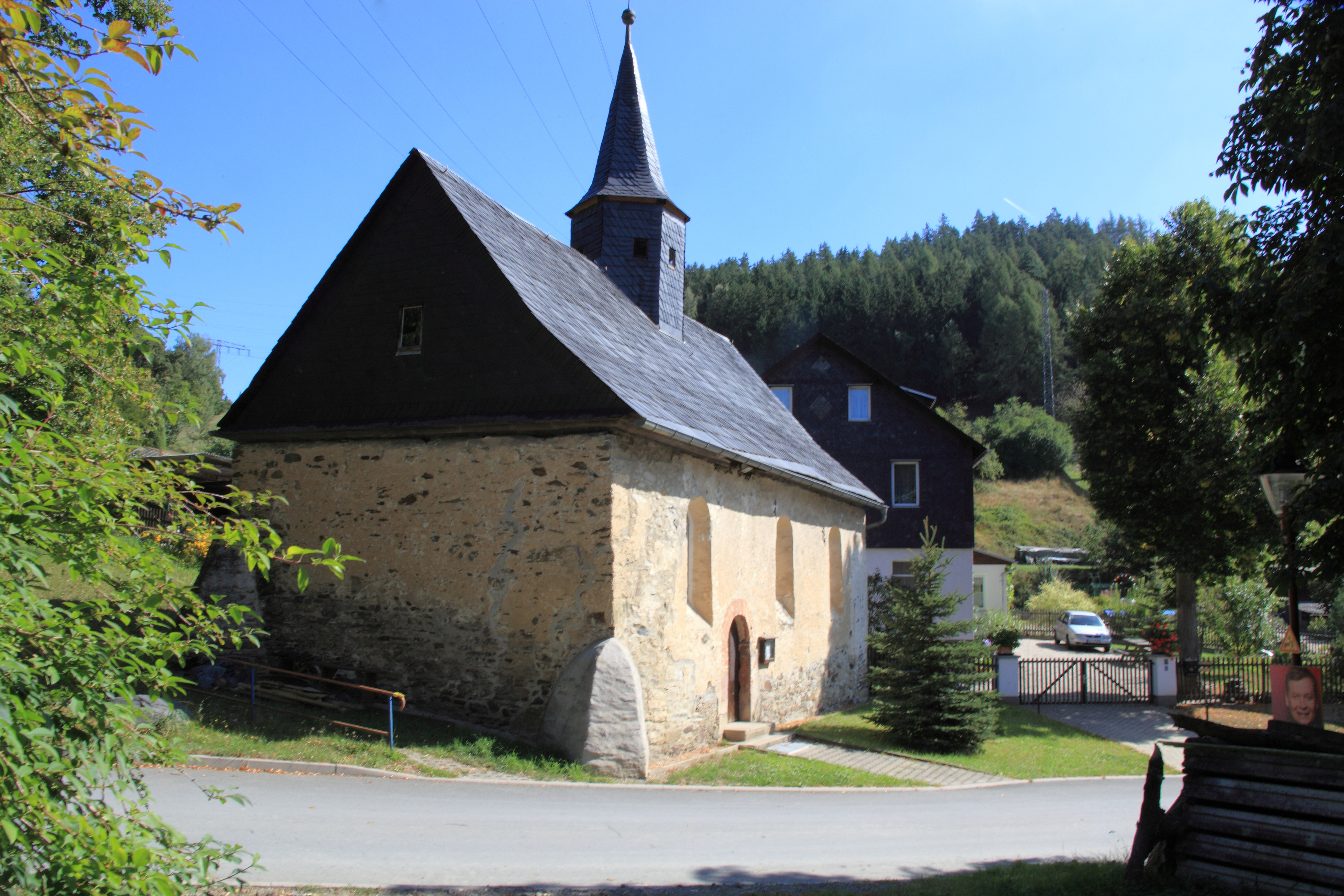
Dorfkirche Döhlen

Die evangelisch-lutherische Nikolauskirche steht in Döhlen, einem Ortsteil von Probstzella im Landkreis Saalfeld-Rudolstadt in Thüringen. Sie ist dem heiligen Nikolaus von Myra geweiht. Die Kirchengemeinde Döhlen gehört zum Pfarrbereich Probstzella des Kirchenkreises Rudolstadt-Saalfeld in der Evangelischen Kirche in Mitteldeutschland.

## Beschreibung
Die Filialkirche ist eine kleine, 11,1 m lange und 5,4 m breite Saalkirche aus Feldsteinen und Bruchsteinen, die aus örtlichen Steinbrüchen stammen. Sie wurde 1650 unter Verwendung von Teilen der Außenmauern der Vorgängerkirche aus dem 12. Jahrhundert gebaut. Die quaderförmigen Ecksteine sind aus Sandstein, das bei Steinheid vorkommt.
Das Kirchenschiff ist mit einem verschieferten Satteldach bedeckt. Die Balken des Dachstuhls sind aus Tannenholz. Aus dendrochronologischen Untersuchungen geht hervor, dass sie zwischen 1555 und 1652 eingeschlagen wurden. Der Dachreiter für die Aufnahme der Glocken aus den Jahren 1598 und 1797 kam erst später hinzu. Die Turmuhr wurde 1793 eingefügt. Der Innenraum ist mit einer Flachdecke überspannt. Im Norden und im Westen sind eingeschossige Emporen. Der Kanzelkorb an der Südwand aus dem 17. Jahrhundert hat an den Brüstungen geohrte Felder. Der Flügelaltar hat geschnitzte Statuetten aus den Jahren 1516/17. Sie werden dem Saalfelder Hans Gottwalt von Lohr zugeschrieben, er wurde 1964 restauriert. Im Zentrum steht Nikolaus, flankiert von Wolfgang und Bonifatius, in den Flügeln ist ein Marienbildnis und ein Gemälde über Anna Selbdritt. In geschlossenem Zustand ist die Verkündigung von Maria zu sehen. In der Predella ist das Schweißtuch der Veronika zu sehen.
Die Orgel mit 4 Registern, verteilt auf ein Manual und ein Pedal, wurde um 1850 von einem unbekannten Orgelbauer gebaut.
1820 und 1964 wurde die Kirche renoviert.